# Angelo Cozzi
Angelo Cozzi (Milano, 1934) è un fotografo e fotoreporter italiano.

## Biografia

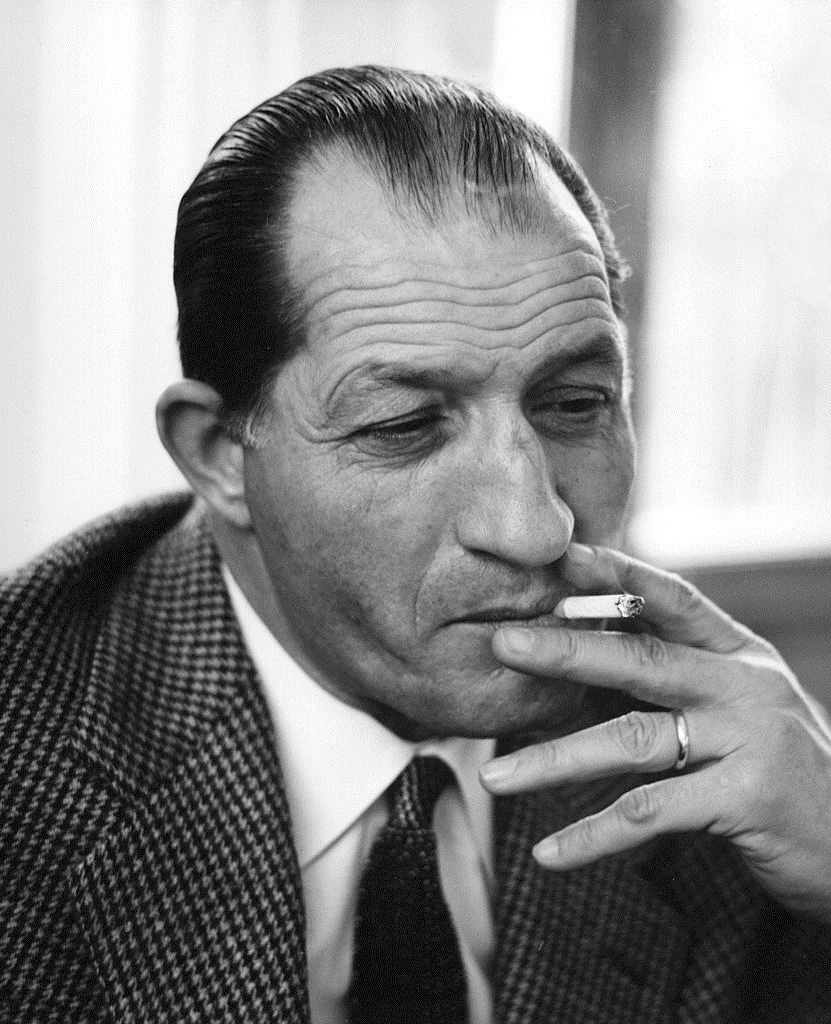
Gino Bartali nel 1963, fotografato da Angelo Cozzi

Diplomato in fotografia, iniziò la sua carriera di fotografo nel 1951 presso una nota agenzia di Milano. Nello stesso anno venne inviato nel Polesine per documentare la zona devastata dall’alluvione. Nel 1959 iniziò la sua collaborazione con la Arnoldo Mondadori Editore e con la rivista Grazia, per la quale visitò molti paese di mondo, tra cui la Groenlandia, gli Stati Uniti e l’Estremo Oriente. Collaborò anche con la rivista Epoca e nel 1966 si interruppe il lavoro per Mondadori. Nel 1967 iniziò a collaborare con La Domenica del Corriere, sulla cui copertina venne inserita l'immagine dell’incoronazione dello Scià di Persia e di Farah Diba. Il fotoreporter Cozzi nel 1967 documentò i tragici avvenimenti della guerra dei sei giorni nel Sinai e nel 1968 fotografò la guerra del Vietnam. Nel 1969 negli Stati Uniti si occupò della missione Apollo 11 e nel 1970 compì un reportage sul Settembre Nero ad Amman e fu a Praga per i funerali di Jan Palach. Dal 1986 si dedicò alla fotografia pubblicitaria.

## Opere
- Scoprirsi donna, Priuli & Verlucca, 1977.
- Innocence in the Mirror, 1977.
- Egisto Corradi, Angelo Cozzi, La guerra, Priuli & Verlucca, 1978.
- Il profumo della danza, 1980.
- Dancing is dreaming, 1980.
- The Vietnam Experience - Images of War, Time-Life.
- Dentro la danza, Fratelli Gallo Editori, 1983.
- Angelo Cozzi, Luciano Simonelli, Cristiane, il fascino di un'adolescenza, Edizioni d'Arte Giulio Buono, 1994.

## Mostre personali
- Angelo Cozzi: Una vita per la fotografia, Soresina, 2013.[6]
- Reportage primo amore, Cremona, 2015.[7]
- Angelo Cozzi. Sguardi sul mondo, Castelfranco Emilia, 2015.[8]

## Mostre collettive
- Sguardi d’autore (con Giorgio Lotti e Mario De Biasi), Milano, 2013.[9]
- Collettiva di fotografia, Roma, 2017.[10]